# Relations entre la Grèce et l'Iran
Les relations entre la Grèce et l'Iran sont les relations bilatérales de la Grèce et de l'Iran.

## Histoire
Les deux pays entretiennent des relations depuis des milliers d'années et partagent de grands liens historiques et culturels. Les relations ont cependant été largement tendues. La Grèce a une ambassade à Téhéran et l'Iran est représenté par son ambassade à Athènes.